# Wu Čcheng-en
Wu Čcheng-en (čínsky pchin-jinem Wú Chéng'ēn, znaky zjednodušené 吴承恩, tradiční 吳承恩; 1500–1582, podle jiných pramenů 1505 –1580), zdvořilostním jménem Žu-čung (čínsky pchin-jinem Rǔzhōng, znaky 汝忠), umělecký pseudonym Še-jang šan-žen (čínsky pchin-jinem Shèyáng shānrén, znaky zjednodušené 射阳山人, tradiční 射陽山人, „Horal ze Še-jangu“) byl známý čínský spisovatel a básník mingského období. Jeho nejznámějším dílem se stala kniha Putování na západ (Si-jou-ťi), jeden ze čtyř klasických románů čínské literatury.

## Život
Narodil se asi roku 1500 (podle některých pramenů 1505) zřejmě v Lien-šuej v dnešní provincii Ťiang-su v rodině chudého řemeslníka či kupce. Rodina brzy přesídlila do města Chuaj-an v téže provincii (některé prameny je dokonce uvádějí jako jeho rodiště), kde strávil téměř celý život. Již od mládí se projevoval jeho velký talent a široký záběr zájmů, jimž se věnoval: kromě literární tvorby se zabýval malováním a kaligrafií, sbíral výtvarná díla, skládal hudbu, hrál na dobré úrovni šachy. Brzy si získal obdiv a úctu svých krajanů. Několikrát se pokoušel složit úřednické zkoušky, ale přes své nadání neuspěl. Na univerzitu v Nankingu byl přijat až ve středním věku.
V 63 letech se konečně stal úředníkem v okresu Čchang-sing provincie Če-ťiang, po dvou letech byl však uvězněn na základě vymyšleného obvinění z korupce. Nakonec se obhájil, byl osvobozen a nabídli mu úřednické místo v Pekingu. Na funkci však pravděpodobně rezignoval, vrátil se do Chuaj-anu a zbytek života prožil v chudobě a téměř poustevnicky; věnoval se pouze svým zálibám, především psaní. Zemřel roku 1582 (podle některých pramenů 1580).

## Dílo

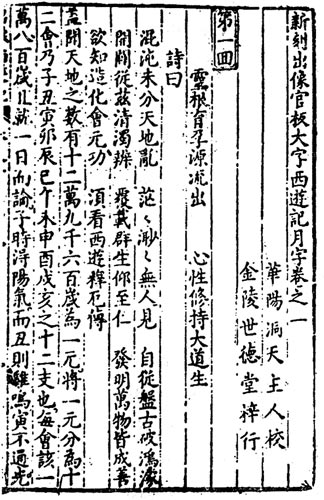
Stránka z nejstaršího známého vydání Putování na západ (Si-jou-ťi) z konce 16. století.

Wu Čcheng-en po sobě zanechal poměrně rozsáhlé literární dílo, obsahující básně i prózu, dnes je však jeho velká část ztracená. Některá díla se zachovala až dodnes jen díky autorovu příbuznému, který po jeho smrti shromáždil všechny nalezené rukopisy a vydal je v čtyřdílné kompilaci pod názvem Zbylé rukopisy pana ze Še-jangu. Všechna jeho díla se vyznačují neústupnou kritikou zkorumpované společnosti, sám sebe v jedné ze zachovaných básní označil jako „vzpurného ducha“. Jeho poetika se zaměřovala na vyjádření emocí, proto bývá srovnáván se slavným čínským básníkem Li Poem.
Paradoxně jeho nejznámější a nejvýznamnější dílo, román Putování na západ (Si-jou-ťi) byl ve své době vydán anonymně, protože neodpovídal dobovému literárnímu trendu napodobovat klasická díla psaná „vysokým“ literárním jazykem. Tato kniha byla napsána lidovým, obecně srozumitelným hovorovým jazykem. Teprve na základě pozdějších bádání a textových analýz byl za autora s velkou pravděpodobností označen Wu Čcheng-en. Dnes je jeho kniha považována za jeden ze čtyř základních románů klasické čínské literatury. Wu byl hrdý na kritický tón svých děl a na jejich „pozemské“ zaměření. O své jiné knize napsal v její předmluvě: „Má kniha nepojednává jen o nadpřirozených věcech, pojednává také o lidských slabůstkách.“ Prvním evropským jazykem, do nějž byl román Putování na západ přeložen, se stala angličtina. Výbor a překlad byly dílem Arthura Davida Waleyho a kniha vyšla pod názvem Monkey: A Folk-Tale of China (Opičák: Čínské lidové vyprávění) roku 1942 v Londýně. V plném znění vyšel v Evropě román poprvé roku 1957, a to francouzsky v překladu Louise Avenola a pod názvem Si Yeou Ki ou Le Voyage en Occident.
Do češtiny přeložila výbor z románu Putování na západ (Si-jou-ťi) Zdenka Novotná (Heřmanová). Poprvé byl vydán roku 1961 Státním nakladatelstvím dětské knihy v Praze pod názvem Opičí král (Vyprávění o putování na západ). Pro český překlad byl původně použit výbor čínského editora Žuo-ku (Ruo Gu), pozdější vydání (1997) bylo rozšířeno ještě o jeden příběh. Čeština se po angličtině, francouzštině a ruštině stala čtvrtým evropským jazykem, do nějž byl román přeložen.

## Ohlasy v literatuře
Život Wu Čcheng-ena inspiroval litevského spisovatele Alvydase Bausyse k napsání divadelní hry Arčiau nei toli (Blíž než dál). Premiéra se uskutečnila 25. června 1992 ve Vilniusu. Český překlad Lorety Martyniuk v úpravě Ivana Frieda a s předmluvou Zdenky Heřmanové vyšel ve Světové literatuře roku 1993.